# 작은이빨두더지
작은이빨두더지(Euroscaptor parvidens)는 두더지과에 속하는 포유류의 일종이다. 베트남 남부의 럼동 성 디린 현 (Di Linh), 베트남과 중국의 국경 근처 락호(Rakho)와 윈난성 남부 지역에서 발견된다.